# 着火材

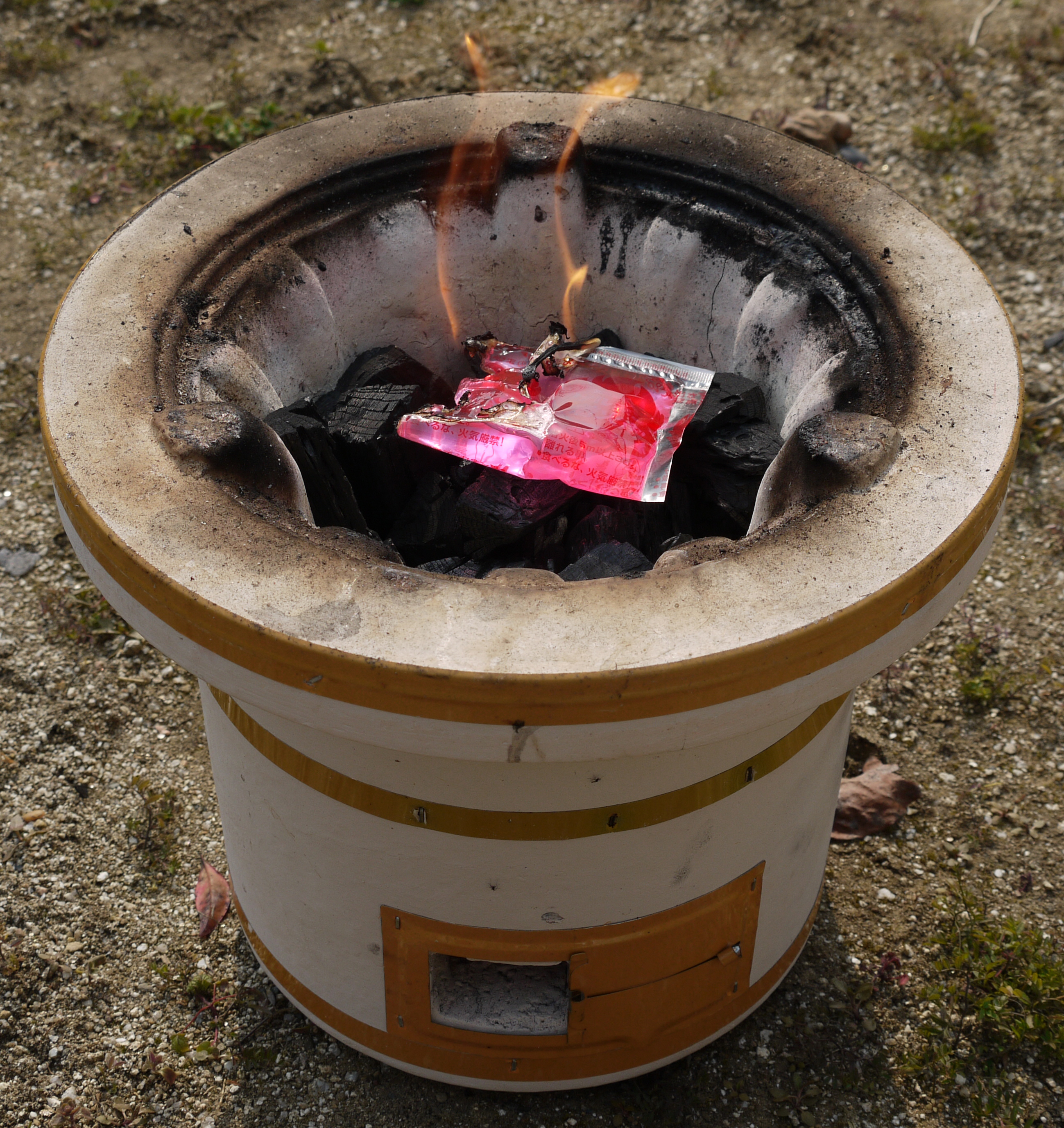
一般的なピンクの小袋入りの着火剤と、七輪。ビニール質の袋部分に直接火をつけて使用する

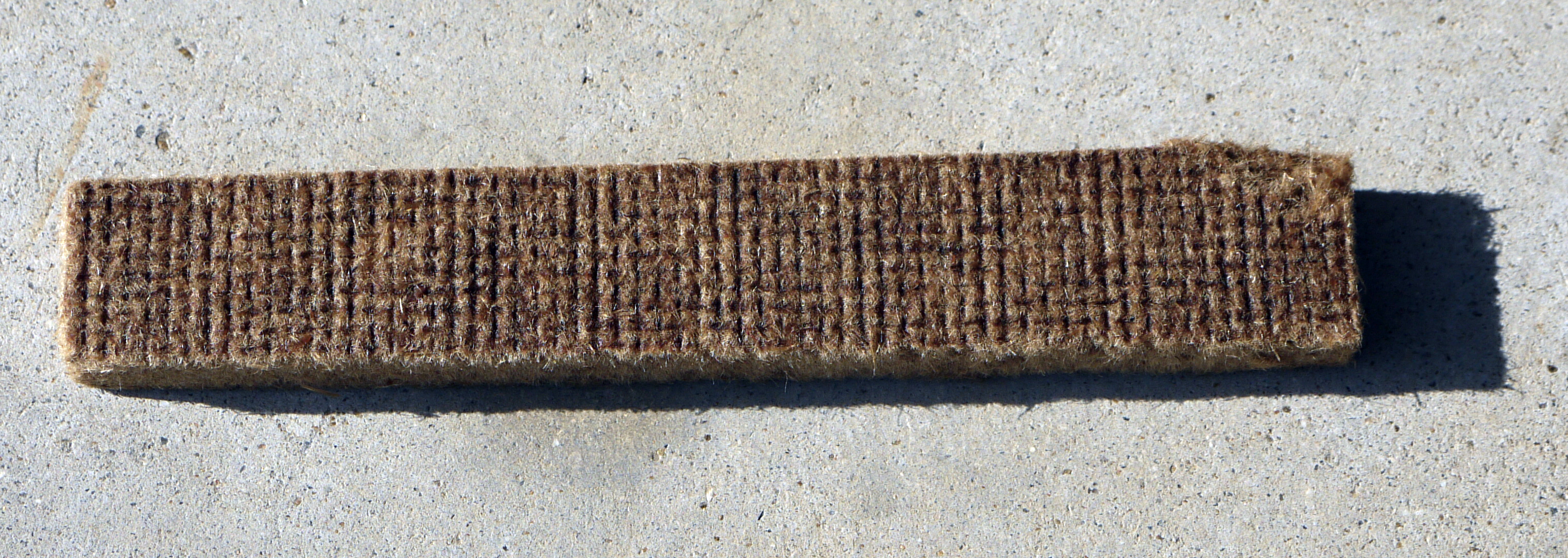
「文化たきつけ」などの名称で販売されている着火材

着火材（ちゃっかざい、英: Firelighter）とは、マッチでは着火しにくい練炭や木炭に、着火させる助燃剤のことである。着火剤と表記することもある。

## 一般的商品の特徴
メタノールをゲル化したもの、メタアルデヒド等の固形の炭化水素を錠剤としたもの、木質のブロックに油脂やパラフィンを含浸させたものの三種がある。特殊な物にはテルミットの原理を応用した物もある。
メタノール系のもの、メタアルデヒド系の物は登山・アウトドア用の携帯コンロの予熱にも使用される。

## 使用上の注意
メタノールが主成分のものは揮発性が高く、また毒性もある。プラスチック製の復元性ある容器に入れた製品は、しばしば内部に引火爆発し、飛散する事故の危険があるので、燃焼中の継ぎ足しは決して行ってはならない。メタノール等のアルコール類の炎は昼間は見え辛いので、特に注意を要する。この為一回使いきりのパック状の製品も多い。
メタアルデヒド主剤の製品も毒性があり、小児やペットが口にしないように注意する。近年、メタアルデヒドの誤食を防ぐ為に、苦味剤を付加した製品もある。
木質のブロックに油脂やパラフィンを含浸させたものは、突然爆発的に飛散する危険性はほとんどない。その点では安全であるが、強い火力と煙が出るため、周囲へ火が燃え移らないよう、注意が必要である。